# Rune Gustafsson (músico)
Rune Urban Gustafsson (Gotemburgo, 25 de agosto de 1933 – Estocolmo, 15 de junio de 2012) fue un guitarrista y compositor de jazz sueco. Actuó con Arne Domnérus, Jan Johansson, y Zoot Sims, entre otros.

## Vida y carrera
Rune Gustafsson nació en 1933 en Gotemburgo. Se trasladó a Estocolmo en la década de 1950 para trabajar con Putte Wickman (Swedisk Jazz Kings, EP, 1957) y con la banda de radio de Arne Domnérus y el Radio Jazz Group. Sus primeras grabaciones publicadas fueron Young Guitar (Metronome, MLP 15 072, 1961) con Arne Domnérus, Jan Johansson, Jimmy Woode, Bjarne Nerem, Börje Fredriksson y Jan Allan.
Rune at the Top se publicó en 1969 e incluyó al baterista noruego Jon Christensen. Tocó en el dúo de Arne Domnérus (Dialog, 1972) y en sus orquestas, con Jan Johansson, Georg Riedel, Cornelis Vreeswijk. Rune Gustafsson Himself Plays Gilbert O'Sullivan (1973), Killing Me Softly (1973) y Move (1977), se grabaron con Egil Johansen, quien fue uno de los socios musicales más frecuentes de Gustafsson. On a Clear Day (Sonet, SLP 2581, 1976) incluyó a Red Mitchell y al baterista Ed Thigpen. Tocó con Zoot Sims en dos grabaciones: The Sweetest Sounds (1979) y In a Sentimental Mood (1985), esta última fue el último álbum de Sims. Una actuación en dúo con Niels-Henning Ørsted Pedersen en Vossajazz 1980 concluyó con el álbum Just The Way You Are en Sonet Records, grabado medio año después de este primer encuentro.
Como compositor, fue conocido por la banda sonora de las películas suecas The Man Who Quit Smoking (1972), Release the Prisoners to Spring (1975) y Sunday's Children (1992).
Rune Gustafsson falleció en 2012 en Estocolmo tras una breve enfermedad.

## Premios
Gustafsson recibió el Premio Memorial Albin Hagstrom en 1997, la Beca Thore Ehrling en 2001, y el Premio Guitar People en 2004. En 2009 fue galardonado con el Premio Lars Gullin, por haber sido "la tendencia para los jóvenes guitarristas en Suecia y en el extranjero". En 2010, recibió la beca del fondo memorial Monica Zetterlund.

## Discografía

### Álbumes en solitario
- 1961: Young Guitar (Metronome)
- 1969: Rune at the Top (Metronome)
- 1972: Himself (Plays Gilbert O'Sullivan) (Sonet)
- 1973: Killing Me Softly (Sonet)
- 1974: Out of My Bag (Sonet)
- 1975: Plays Stevie Wonder (Sonet)
- 1976: On a Clear Day (Sonet)
- 1977: Move (Sonet)
- 1979: The Sweetest Sounds (Sonet) – con Zoot Sims
- 1980: Just the Way You Are (Sonet) – con Niels-Henning Ørsted Pedersen
- 1982: La Musique (Sonet)
- 1989: String Along with Basie (Sonet)
- 1993: Rune Gustafsson (Eagle)

### Colaboraciones
Con Arne Domnérus
- 1972: Dialog (Megafon)
- 1974: Svarta Får (Sonet)
- 1979: Jazz I Kyrkan (Sonet)
- 1979: Vårat Gäng (Sonet)
- 1983: Conversation (Polar)
- 1983: "Altihop" (Phontastic) – con Visby Big Band
- 1992: Sketches of Standards (Megafon)
- 1994: Heartfelt (Proprius) – incluyendo con Gustaf Sjökvist

Con Zoot Sims
- 1985: In a Sentimental Mood (Sonet)

Con Jan Allan y Georg Riedel
- 1993: Sweet and Lovely (Dragon)

### Bandas sonoras
- 1972: The Man Who Quit Smoking
- 1975: Release the Prisoners to Spring
- 1992: Sunday's Children